# Andreas Eenfeldt
Andreas Eenfeldt es un médico sueco especializado en medicina de familia. Es defensor de las dietas bajas en carbohidratos. Eenfeldt nació en 1972 y se graduó en la facultad de Medicina de la Universidad de Upsala. Unos años más tarde, creó DietDoctor.com, una página web centrada en las dietas bajas en carbohidratos. Se convirtió en un personaje público en un intenso debate sobre los beneficios de la dieta.

## Biografía y formación
Andreas Eenfeldt nació en 1972. Se licenció en Medicina en la Universidad de Uppsala. Tras licenciarse, Eenfeldt se interesó por el póquer y acabó ganando más dinero con el póquer online que practicando la medicina.

## Trayectoria profesional
En un inicio, Eenfeldt animaba a los pacientes con sobrepeso a seguir las pautas dietéticas tradicionales que aprendió en la facultad de Medicina, pero su perspectiva fue cambiando con el tiempo. En 2007, creó un blog sobre dietas bajas en carbohidratos llamado "Kostdoktorn."
En pocos años, Kostdoktorn (ahora llamado dietdoctor) se convirtió en el blog sobre salud más visitado de Suecia. En 2011, creó una versión en inglés. En 2015, Eenfeldt dejó su trabajo como médico para centrarse en la página web. Desde 2019, la página web genera 50 millones de coronas suecas al año de las 500 000 visitas diarias. En 2019, contaba con una plantilla de 30 personas y en su mayoría pertenecía a Eenfeldt.
Eenfeldt se convirtió en un personaje público y comentarista en un intenso debate sobre las dietas bajas en carbohidratos. En 2012, publicó un libro llamado "Low Carb, High Fat Food Revolution: Advice and Recipes to Improve Your Health and Reduce Your Weight." Se convirtió en un éxito de ventas en Suecia y se tradujo a ocho idiomas.
Las dietas bajas en carbohidratos y altas en grasas que defiende Eenfeldt son polémicas y no están respaldadas por las pautas dietéticas oficiales. Eenfeldt afirma que las pautas dietéticas oficiales no están respaldadas por una buena ciencia. Un artículo de Science as Culture decía que los defensores de las dietas bajas en carbohidratos como Eenfeldt están explotando anécdotas en las que los pacientes experimentaron una mejora en su salud tras adoptar la dieta.

## Vida personal
Eenfeldt vive en Karlstad, Suecia con su pareja y sus dos hijas.